# タケシバオー
タケシバオー（1965年4月23日 - 1992年1月12日）は日本の競走馬、種牡馬。
1967年に中央競馬でデビュー。同年、関東の3歳王者戦・朝日杯3歳ステークスに優勝し、啓衆社賞最優秀3歳牡馬に選出。翌1968年の4歳クラシック三冠戦線ではマーチス、アサカオーと共に「三強」と称され、皐月賞2着、東京優駿（日本ダービー）2着の成績を残した。1969年に天皇賞（春）に優勝、秋には中央競馬史上初の獲得賞金1億円越えを達成し、同年啓衆社賞年度代表馬に選出された。通算29戦16勝。あらゆる競走条件で活躍し、中央競馬で初めて「怪物」の異名を冠され、また当時としては裏付けのない血統ながら、良血のライバルを破っていく姿から「野武士」とも称された。
競走馬引退後の1970年より種牡馬となり、数々の重賞勝利馬を輩出。2004年にはJRA顕彰馬に選出された。

## 経歴

### 出生までの経緯
1950年代、競走馬不足を解消するためオーストラリアやアメリカから数多くの馬が輸入されていた。本馬の母系祖母クニビキは大井競馬がオーストラリアより輸入した1頭で、旧名をNice Starといった。同時に輸入された馬には後の天皇賞優勝馬ミッドファームもいたが、この馬は員数合わせというような存在で「輸送費より安い」と噂されていた。頒布の抽籤会場で4人の共有馬主グループに引き当てられたが、抽籤前には「あれだけは引いてくれるな」と敬遠されており、クジを引いた馬主の名が「クニジロウ」であったことから、「クニジロウが引いた馬」という意味で「クニビキ」と命名された。クニビキは大井で5戦0勝という成績を残して繁殖入りし、種付け料が安く、繋養場所が近かったヤシママンナと交配され、牝馬を出産。同馬は4人の馬主姓（高橋、勝村、角田、藤波）をとって「タカツナミ」と命名されたが不出走のまま繁殖入りし、2頭の仔を産んだのち、チャイナロックと交配された。チャイナロックはのちにリーディングサイアーともなる名種牡馬であるが、当時は中央で重賞勝ち馬を2頭出していた程度で、同馬が選ばれた理由もまた「種付け料が安い」ためであった。

### デビューまで
1965年、タカツナミは牡馬を出産。牧場での幼名は「ハヤテロック」とされた。まったく見栄えのしない馬体で、のちの管理調教師・三井末太郎は一目見て「これが馬ですか」と漏らしたといわれる。タカツナミ産駒は4人の馬主が順番に引き取ることになっていたが、当年順番だった馬主は占い師から「今年はよくない」と進言されて辞退し、ほかの3人も事情により引き取らず、希望額250万円で売却されることになった。この頃チャイナロック産駒を探していた中央競馬の調教師小林稔が牧場を訪れ、場主の榊憲治はハヤテロックの代金に260万円を提示したが成立せず、やむなく牧場の縁者である小畑正雄（競友社長）が200万円で引き取ることになった。
競走年齢の3歳に達した1967年、競走名「タケシバオー」として東京競馬場の三井末太郎のもとへ入厩。もともと馬の飼料に一家言をもっていた三井は、小畑と相談のうえでアメリカやイギリスから高品質の飼料や栄養剤を輸入し、タケシバオーに与えた。そのうえで入念な乗り運動が行われ、入厩時400kg程度だった体重は、デビュー時には460kgまで増加した。

### 戦績

#### 3歳時（1967年）
1967年6月、新潟開催でデビュー。畠山重則を鞍上に初戦からオープン競走に使われ2着。2戦目も2着としたのち、函館開催に移り騎手が中野渡清一に替わった3戦目を逃げきって初勝利を挙げた。のち膝を痛めて一時休養し、札幌で出走した特別戦では3着と敗れた。これはタケシバオーが日本国内で唯一連対（2着以内）を外した例となった。このころの3歳馬で最も評価が高かったのは北海道3歳ステークスなどの優勝馬キタノダイオーだったが、同馬は後に故障のため戦線を離脱している。
のちタケシバオーは福島開催で2勝を加え、中山のオープン戦にも勝利し、3連勝で関東の3歳王者戦・朝日杯3歳ステークスに臨んだ。競走前には中村広厩舎のアサカオーと並んで調教が行われたが、同馬に10馬身以上先着していた。当日は3番人気であったが、先行策から直線入口で先頭に立つと後続を一気に離し、2着ステートターフに7馬身差をつけて重賞初勝利を挙げた。7馬身差は競走史上最大着差であり、タケシバオーは一躍、翌年の東京優駿（日本ダービー）への最有力候補に挙げられた。

#### 4歳時（1968年）

##### 「三強」の戦い
1968年、4歳となったタケシバオーは緒戦のオープン戦を勝利したのち、東京4歳ステークスでは2着ヤシマオーカンに8馬身差、ダート1700メートルを1分44秒3というレコードタイムで制した。しかし、続く弥生賞では逃げ馬のカドマスとスタートから激しく競り合い、1000メートル通過が57秒7という当時のレコードタイムを上回るペースで飛ばした末、ゴール前でアサカオーに差されての2着と敗れた。競走前のインタビューで「いくらタケシバオーでもカドマスの快速にはついて行けないでしょう」と水を向けられていたことを意識してのレース運びだったが、中野渡はこれを最後にタケシバオーから降ろされることになり、後年「馬鹿なことをやったものだ」と後悔の念を吐露している。なお、この競走には関西から東上してきていたマーチスも出走しており、タケシバオーから2馬身差の3着となっている。
このあとタケシバオーは新たな騎手に森安弘昭を迎えてオープン戦に勝利。アサカオーとマーチスは日本短波賞で再戦し、ハナ差で1、2着となる。弥生賞の上位3頭が再び顔を揃えたスプリングステークスでは、東上後の疲労が抜けたマーチスが勝利し、タケシバオー2着、アサカオー3着となった。最有力馬と評されていたタケシバオーが弥生賞から連敗したことにより、クラシックはタケシバオーにアサカオーとマーチスを加えた「三強」による争いとみられるようになった。
5月19日に迎えた皐月賞は降雨による重馬場のなか行われた。タケシバオーは重馬場を得意としており、当日の人気もタケシバオー、マーチス、アサカオーの順となった。スタートが切られるとタケシバオーは立ち後れて7番手、アサカオーは後方、マーチスは最後方につけた。道中で2番手まで位置を上げたタケシバオーは第3コーナー手前で先頭に立ち、そのまま最後の直線に入る。直線半ばでタケシバオーはアサカオーに一度かわされながらもこれを差し返したが、その直後、後方から追い込んだマーチスにゴール前でかわされ、同馬から4分の3馬身差の2着と敗れた。アタマ差の3着にアサカオーが入り、4着ジンライはそれから5馬身離されていた。タケシバオーは続いてNHK盃（ダービートライアル）に進みマーチスと再戦。重馬場のなか逃げを打ったが同馬に1馬身半差の2着と敗れた。
当年の日本ダービーは東京競馬場の改築のため例年より1カ月遅れの7月7日に行われ、「七夕ダービー」と呼ばれた。当日はマーチスが単勝オッズ1.7倍の1番人気に支持され、タケシバオー2番人気、腹痛でNHK盃を回避し体調不良が伝えられていたアサカオーが3番人気となった。スタートが切られると9番人気のタニノハローモアが最内枠から先頭を奪い、タケシバオーは中団に控え、2馬身ほど後ろにアサカオー、後方にマーチスという展開で進んだ。単騎で逃げていたタニノハローモアの脚は最後の直線に入っても衰えなかったが、タケシバオーとアサカオーは後方のマーチスを警戒して動けなかった。直線半ばで森安は後ろを見限って目標をタニノハローモアに切り替えたが、時既に遅く、同馬に5馬身差をつけられての2着に終わった。1馬身半差の3着にアサカオー、第2コーナーで他馬と接触していたマーチスはハナ差の4着となった。森安は「体調、レース展開ともに良かったが、やはり縁がなかったんだろう」と述べ、さらに後年「もっと早めに追い出していれば勝てたか」との質問に「いや、勝てなかったでしょう。ダービーが例年通り5月に行われていたら、あるいは勝てたかもしれない。でも、タケシバオーの調子はちょうど下り坂になっていた。あのときのタニノハローモアは強かったですよ」と回顧している。

##### アメリカ遠征
夏を経て、タケシバオーはアメリカのローレルパーク競馬場から国際競走ワシントンD.C.インターナショナルへの招待を受ける。クラシック三冠最終戦の菊花賞へという選択肢もあったが、馬主の小畑は遠征を選択。4歳馬の同競走への遠征ははじめてのことで、小畑は「日本のサラブレッドが世界の水準にどこまで迫れるか。その関心が大きく、挑戦を決意した」と語った。9月、マーチスの騎手であった保田隆芳を鞍上にオープン戦を2着したのち渡米。11月11日、競走当日を迎えた。イギリスのクラシック二冠馬サーアイヴァー、同オークス優勝馬ララギューン、前年度優勝馬フォートマーシーらが顔を揃えたなか、保田騎乗のタケシバオーは第3コーナーまで逃げを打っていたものの、サーアイヴァーに後躯を引っ掛けられたこともあり急激に失速し、8頭立ての最下位に終わった。競走後に後脚を確認すると球節に外傷を負っており、蹄鉄はくの字に折れ曲がっていた。
帰国したタケシバオーは、年末のグランプリ競走・有馬記念へのファン投票において、菊花賞に優勝したアサカオー、マーチスに次ぐ第3位に選出されたがこれを回避。翌年春での引退を予定していた保田に替わり、新たに古山良司を迎えてオープン戦に出走した。この競走ではスタートで後手を踏んで後方からのレース運びとなり、直線で伸びたものの2着となってシーズンを終えた。敗れはしたものの、古山はタケシバオーのストライドの大きさに非常に驚き、内容自体には満足していたという。

#### 5歳時（1969年）

##### 天皇賞制覇
5歳となった1969年、緒戦のオープン戦でまたしても2着と敗れたが、2月の東京新聞杯では他馬への先約があった古山に代わって再び保田を迎えると、2着に6馬身差・ダート2100メートルで2分9秒5というレコードタイムで10カ月ぶりの勝利を挙げた。
タケシバオーはここから快進撃をはじめ、続くオープン戦では騎手が古山に戻り、60キログラムの斤量を負いながらダート1700メートルで1分41秒9という2戦連続のレコードタイムで勝利。競走直後から関係者の間で「アメリカ並のタイムだ」と騒がれ、このレコードは2003年に東京競馬場が全面改修され、同条件のコース設定が消滅するまで更新されなかった。その後は京都で行われる天皇賞（春）に備えて西下し、京都記念では62キログラムを背負って勝利。その後は阪神開催のオープン戦に出走して芝1600メートルの日本レコードを樹立し、4月29日、天皇賞へ臨んだ。
タケシバオーは生涯最高という好調で、調教の様子を見た武田文吾は「大地をゆるがす戦車がやってきた」と評した。アサカオー、マーチスとの久々の対戦となったが、当日は両馬を抑えて1番人気の支持を受ける。スタートが切られると7頭立て6番人気のダイイチオーが押し出されるように先頭に立ち、タケシバオーは離れた3番手を進んだが、1000メートル通過は64秒5という調教並のスローペースであった。1400から1600、2000から2200のラップでは14秒台が刻まれるほどのスローが続いたが、第3コーナーから最終コーナーにかけて徐々にペースが上がっていった。タケシバオーは最後の直線半ばでダイイチオーをかわし、追い込んだアサカオーに2馬身差をつけて優勝を果たした。3200メートルの長距離を駆け抜けながら、ゴール前200メートルの公式ラップは11秒0、タケシバオーは推定で10秒台という従来にない鋭い瞬発力を見せていた。古山は「これまでのどの馬よりも強い。アサカオーが後方からきて差せるわけがないよ」と語った。

##### 初の「1億円ホース」となる
その後、タケシバオーは宝塚記念を目標に関西に留まって調教を続けていたが、その過程で熱を出して回避を余儀なくされた。熱が収まってからオープン特別競走・ジュライステークスに出走。次点の馬より8キログラム重い、生涯最高の65キログラムを負わされたタケシバオーは、スタートから行き脚がつかず不良馬場のなかで後方を進んだ。この様子に古山も諦めかけていたが、しかし最後の直線に入ると鋭く伸び、スイートフラッグをアタマ差かわして勝利した。古山は後に「レコード勝ちとか大差勝ちとか、いろいろ派手な勝ち方もあったが、いちばん強いなと思ったのはこのレースだった」と回顧している。
休養に入ったタケシバオーは、ワシントンD.C.インターナショナルへの再びの出走を視野に、9月の毎日王冠から復帰。62キログラムを負い道中向正面まで最後方を進んだが、そこから先行勢を次々とかわしていき、2着に3馬身半差を付けて勝利。またこの時点で獲得賞金額は1億460万円となり、史上初の1億円越えを達成。「1億円馬タケシバオー」などと一般紙にも報じられた。

##### 再びのアメリカ遠征－引退
9月28日、アメリカ遠征への壮行戦として英国フェア開催記念（スプリンターズステークス）に出走。古山が競走当日の落馬負傷のため騎乗できず、その日騎乗予定のなかった当時若手の吉永正人が急遽手綱をとった。「1億円馬」への騎乗に緊張する吉永に、古山は「安心して乗ってきなよ」と声を掛けたという。レースは前年の有馬記念優勝馬リュウズキを退け、1分10秒4のレコードタイムで勝利。吉永は「目一杯に追っていたら1分9秒台が出ていたでしょう」と語った。
タケシバオーは10月20日にアメリカへ到着したが、競走前週になって熱を出し、ワシントンD.C.インターナショナル当日（11月11日）になっても体温は昇降を繰り返していた。陣営は出走に踏み切ったものの、レースでは馬群についていけず、前年に続く大差最下位の7着と敗れた。小畑は「馬のためには出さないのがほんとうだが、選ばれて代表馬となり、使わないというのも責任のないことなのでタケシバオーにはかわいそうだが出走させることにした」と語った。
帰国後も馬場で転倒するなど重い疲労が抜けず、マーチスに次ぐファン投票2位に推されていた有馬記念出走を断念。12月22日、小畑より引退が発表された。翌1970年2月22日、東京競馬場で引退式が行われたが、古山を乗せたタケシバオーの脚元はおぼつかなかった。小畑は「タケシバオーは神からの授かりものだった。私個人だけの馬じゃない。ローレル行きは使命だったのです」と述べた。
なお、タケシバオーの獲得賞金は当時歴代1位の1億1365万円にのぼったが、小畑は賞金のほとんどを日本赤十字社に寄付したほか、祝勝パーティーの開催、記念品の配布費用に回した。

### 種牡馬時代－死後の殿堂入り
種牡馬となったタケシバオーは故郷の競優牧場で繋養されたが、輸入種牡馬が重用されるなかで人気は芳しくなく、しばらくは牧場の自家生産を中心とした種牡馬活動が続いた。しかし産駒の出来の良さが評判となるにつれて交配数は増えていき、産駒出生率の高さも歓迎され、初年度には20頭だった相手が1982年には一流種牡馬並の94頭まで増加した。主な産駒には中央競馬記録の6年連続重賞勝利を達成したドウカンヤシマ、南関東公営競馬で三冠を達成したハツシバオーなどがいる。ハツシバオーは種牡馬としても中央競馬で朝日チャレンジカップを勝ったハツシバエースを出した。
晩年まで風邪一つひかず内臓も問題なく、「このままいけば父チャイナロックの30歳の種付け記録を破るのでは」とまで言われていた矢先の1992年1月12日、放牧から戻ってきた直後の夜8時ごろにタケシバオーは馬房の中で倒れているところを発見され、応急処置の甲斐もなく3時間後の午後11時過ぎに心不全のため息を引き取った。27歳没。
死後の2000年に日本中央競馬会が主催した、ファン投票による20世紀の名馬選定企画「20世紀の名馬大投票」では39位となった。また競馬会の広報誌『優駿』が独自に選定した「20世紀のベストホース100」にも名を連ねている。2004年、JRA顕彰馬を選定する投票が行われ、タケシバオーは当年特別に設けられた「1983年以前に競走馬登録を抹消された馬」という区分で4分の3以上の141票を獲得し、「1984年1月1日から2003年3月31日の間に競走馬登録を抹消された馬」の区分で選出されたテイエムオペラオーと共に中央競馬の殿堂に加えられた。

## 競走成績
| 年月日 | 年月日 | 年月日 | 競馬場   | 競走名             | 頭 数 | 馬 番 | 人気 | 着順 | 距離          | タイム  | 騎手       | 斤量 | 着差      | 勝ち馬／（2着馬）    | 馬体重 |
| ------ | ------ | ------ | -------- | ------------------ | ----- | ----- | ---- | ---- | ------------- | ------- | ---------- | ---- | --------- | -------------------- | ------ |
| 1967   | 6.     | 18     | 新潟     | オープン           | 8     | 7     | 3人  | 2着  | 芝1000m（良） | 1.00.2  | 畠山重則   | 50   | 0.8秒     | イスズヒメ           | 460    |
|        | 7.     | 8      | 新潟     | チューリップS      | 6     | 5     | 5人  | 2着  | 芝1000m（良） | 59.7    | 畠山重則   | 50   | 0.4秒     | スズノツバサ         | 464    |
|        | 7.     | 23     | 函館     | オープン           | 6     | 5     | 1人  | 1着  | 芝1000m（良） | 59.7    | 中野渡清一 | 51   | 6馬身     | （ヨシヒロ）         | 460    |
|        | 9.     | 9      | 札幌     | 3歳特別            | 7     | 7     | 2人  | 3着  | ダ1200m（良） | 1.13.4  | 中野渡清一 | 51   | 0.6秒     | タジマオーザ         | 483    |
|        | 10.    | 22     | 福島     | オープン           | 9     | 3     | 2人  | 1着  | 芝1000m（良） | 59.6    | 中野渡清一 | 51   | 5馬身     | （スズノツバサ）     | 482    |
|        | 11.    | 12     | 福島     | 3歳S               | 9     | 3     | 1人  | 1着  | 芝1100m（重） | 1.07.9  | 中野渡清一 | 52   | 2馬身     | （ステートターフ）   | 490    |
|        | 12.    | 3      | 中山     | オープン           | 10    | 5     | 2人  | 1着  | 芝1200m（重） | 1.12.9  | 中野渡清一 | 53   | 3 1/2馬身 | （スズノツバサ）     | 486    |
|        | 12.    | 17     | 中山     | 朝日杯3歳S         | 11    | 4     | 3人  | 1着  | 芝1600m（稍） | 1.38.4  | 中野渡清一 | 51   | 7馬身     | （ステートターフ）   | 482    |
| 1968   | 1.     | 28     | 中山     | オープン           | 4     | 3     | 1人  | 1着  | 芝1600m（良） | 1.36.9  | 中野渡清一 | 54   | 5馬身     | （オンワードビート） | 488    |
|        | 2.     | 18     | 東京     | 東京4歳S           | 9     | 2     | 1人  | 1着  | ダ1700m（不） | R1.44.3 | 中野渡清一 | 55   | 8馬身     | （ヤシマオーカン）   | 488    |
|        | 3.     | 17     | 中山     | 弥生賞             | 5     | 4     | 1人  | 2着  | 芝1600m（良） | 1.37.6  | 中野渡清一 | 56   | 0.2秒     | アサカオー           | 490    |
|        | 4.     | 13     | 中山     | オープン           | 6     | 6     | 1人  | 1着  | 芝1800m（重） | 1.53.9  | 森安弘明   | 57   | 3馬身     | （タジマオーザ）     | 486    |
|        | 4.     | 28     | 中山     | スプリングS        | 7     | 1     | 1人  | 2着  | 芝1800m（重） | 1.53.3  | 森安弘明   | 56   | 0.2秒     | マーチス             | 486    |
|        | 5.     | 19     | 中山     | 皐月賞             | 16    | 8     | 1人  | 2着  | 芝2000m（重） | 2.06.4  | 森安弘明   | 57   | 0.1秒     | マーチス             | 488    |
|        | 6.     | 16     | 東京     | NHK杯              | 10    | 2     | 2人  | 2着  | 芝2000m（重） | 2.02.8  | 森安弘明   | 55   | -0.2秒    | マーチス             |        |
|        | 7.     | 7      | 東京     | 東京優駿           | 19    | 15    | 2人  | 2着  | 芝2400m（稍） | 2.31.9  | 森安弘明   | 57   | 0.8秒     | タニノハローモア     | 494    |
|        | 9.     | 21     | 東京     | オープン           | 5     | 4     | 2人  | 2着  | 芝1600m（良） | 1.36.4  | 保田隆芳   | 58   | 0.1秒     | ヤマトダケ           | 502    |
|        | 11.    | 11     | ローレル | ワシントンDC国際   | 8     | 1     | 7人  | 8着  | 芝12F（重）   | -       | 保田隆芳   | 54.5 | 約24馬身  | Sir Ivor             | －     |
|        | 12.    | 28     | 中山     | オープン           | 12    | 2     | 2人  | 2着  | 芝1800m（良） | 1.54.5  | 古山良司   | 58   | 0.3秒     | ニットウヤヨイ       | 500    |
| 1969   | 1.     | 11     | 中山     | 七草S              | 11    | 6     | 3人  | 2着  | 芝1800m（良） | 1.50.8  | 古山良司   | 57   | 0.3秒     | シェスキイ           | 498    |
|        | 2.     | 2      | 東京     | 東京新聞杯         | 10    | 5     | 1人  | 1着  | ダ2100m（稍） | R2.09.5 | 保田隆芳   | 58   | 6馬身     | （クリロイス）       | 498    |
|        | 3.     | 1      | 東京     | オープン           | 6     | 1     | 1人  | 1着  | ダ1700m（重） | R1.41.9 | 古山良司   | 60   | 大差      | （スイートフラッグ） | 508    |
|        | 3.     | 16     | 京都     | 京都記念（春）     | 11    | 2     | 1人  | 1着  | 芝2400m（重） | 2.34.6  | 古山良司   | 62   | 1 3/4馬身 | （シバフジ）         | 500    |
|        | 4.     | 13     | 阪神     | オープン           | 13    | 2     | 1人  | 1着  | 芝1600m（良） | R1.35.2 | 古山良司   | 60   | 9馬身     | （イチトシ）         | 496    |
|        | 4.     | 29     | 京都     | 天皇賞（春）       | 7     | 2     | 1人  | 1着  | 芝3200m（良） | 3.29.1  | 古山良司   | 58   | 2馬身     | （アサカオー）       | 496    |
|        | 7.     | 6      | 中山     | ジュライS          | 9     | 6     | 1人  | 1着  | 芝1800m（不） | 1.54.6  | 古山良司   | 65   | アタマ    | （スイートフラッグ） | 490    |
|        | 9.     | 14     | 東京     | 毎日王冠           | 7     | 2     | 1人  | 1着  | ダ2100m（良） | 2.10.9  | 古山良司   | 62   | 3 1/2馬身 | （ツナエーコウ）     | 504    |
|        | 9.     | 28     | 中山     | 英国フェア開催記念 | 6     | 2     | 1人  | 1着  | 芝1200m（良） | R1.10.4 | 吉永正人   | 62   | 1 3/4馬身 | （リュウズキ）       | 502    |
|        | 11.    | 11     | ローレル | ワシントンDC国際   | 7     | 1     | 4人  | 7着  | 芝12F（良）   | －      | 古山良司   | 54.5 | 約34馬身  | Karabas              | －     |

1. 出典『競馬名馬読本2』p.135
2. タイム欄のRはレコード勝ちを示す。
3. 太字の競走は八大競走。
4. 斤量の単位はキログラム (kg) 。

## 競走馬としての評価
芝、ダート、馬場状態、負担重量、距離といった諸条件を全く問題としない万能性を強みとし、距離体系などが確立されていなかった当時にあっても、長距離3200メートルの天皇賞を勝ち、短距離1200メートルの英国フェア開催記念でレコード勝ちをするという実績は特異なものだった。
1991年に日本中央競馬会の広報誌『優駿』が創刊50周年を記念して競馬関係者を対象に行ったアンケートでは、「最強馬」部門でシンボリルドルフ、シンザンに次ぐ3位となった。この結果を伝えられた古山良司は「3位？そんなぽっちか（笑）」というコメントを寄せている。また講評会では、杉本清が「馬場が悪いとか、重量に殺されたとか、展開が向かなかったとか言ってるうちは、本当に強い馬とはいえないんじゃないか」と述べ、それに対して山口瞳と井崎脩五郎が「その点、タケシバオーは良かった」、「タケシバオーはそういった面で見ると1位」と応じている。また、『優駿』が1985年に読者向けに行った同様のアンケートでは7位、日本馬主協会連合会が2000年に馬主を対象に行ったものでは「一番の名馬と思う競走馬は」という設問で8位タイとなっている。
古山はタケシバオーの乗り味について、「別にバネがすごいっていう感じじゃなくて、歩幅が前に前に伸びていく感じ。普通の馬の感覚で走ると、前の馬に乗っかってしまう」と評している。一方でスタートは上手くなく、とくに牝馬を気にする性質であったため、ゲートで隣の枠に牝馬が入ると「もうダメ」だったという。3戦で手綱を執った保田隆芳は「マーチスと比べると、素直で乗りやすい馬だった。スピードもあったし、後ろから行っても、良い末脚を使った」と評している。

## 種牡馬成績

### 重賞勝利産駒
中央競馬重賞勝利馬
- トウカンタケシバ（1976年・1977年愛知杯[28]）
- ロビンソンシチー（1981年京都記念・春[29]）
- アジシバオー（1982年日経新春杯[30]）
- ドウカンヤシマ（1982年京成杯3歳ステークス 1983年函館記念 1984年日刊スポーツ賞金杯 1985年東京新聞杯 1986年朝日チャレンジカップ 1987年スポーツニッポン賞金杯[31]）
- ハッピーオールトン（1984年クイーンステークス[32]）
- チェリーフット（1984年ウインターステークス[33]）
- カツトクシン（1988年愛知杯、1989年スポーツニッポン賞金杯[34]）
- イイデセゾン（1991年共同通信杯4歳ステークス[35]）

地方競馬重賞勝利馬
- ハギシバオー（1975年百万石賞・高知[36]）
- ハツシバオー（1978年京浜盃、羽田盃、東京ダービー、東京記念、東京王冠賞、東京大賞典[37]）
- チェリーイナリ（1981年岐阜金賞・笠松[38]）
- アサヒオー（1982年王冠賞・岩見沢 JRA理事長賞・道営札幌[39]）
- ロングタイショー（1984年全日本3歳優駿[40]）
- フセシバオー（1987年農林水産大臣賞典・金沢[41]）
- タケシバロック（1988年関東オークス・川崎[42]）
- ナンタイソロン（1988年四才優駿・高知[43]）
- アケノマツハル（1989年かもしか賞・宇都宮[44]）
- アコーローマン（1990年紅葉賞・上山[45]）
- ジョーシェラネバダ（1991年中津大賞典・中津[46]）

### ブルードメアサイアーとしての産駒
- ドクタースパート（1988年京成杯3歳ステークス 1989年皐月賞 1990年ステイヤーズステークス）- 父ホスピタリテイ[47]

## 血統

### 血統背景
父チャイナロックはタケシバオーのほか、天皇賞（秋）勝ち馬のメジロタイヨウ、菊花賞勝ち馬のアカネテンリュウ、本馬と同じくJRA顕彰馬に選定されたハイセイコーなどの重賞勝ち馬を輩出したが、その名が広く知られたのはタケシバオーが出てからであった。
母系はオーストラリア産の祖母クニビキから血統表を7代遡ってようやくイギリス産馬が現れるという生粋のオセアニア血統である。なお、母タカツナミこそ不出走馬だったが、クニビキのタカツナミ以降の繁殖成績は良好で、地方競馬で10勝を挙げたほか中央の3重賞で2着の成績を残したスイフトフートや、中央で7勝を挙げたシュアーホースといった活躍馬も出ていた。

### 血統表
| タケシバオーの血統                                 | タケシバオーの血統             | タケシバオーの血統 | （血統表の出典）     | （血統表の出典）     |
| 父系                                               | ロックフェラ系                 | ロックフェラ系     | ロックフェラ系       | [ § 2 ]              |
| 父 *チャイナロック China Rock 1953 栃栗毛 イギリス | 父の父Rockefella 1941 黒鹿毛   | Hyperion           | Gainsborough         | Gainsborough         |
| 父 *チャイナロック China Rock 1953 栃栗毛 イギリス | 父の父Rockefella 1941 黒鹿毛   | Hyperion           | Selene               |                      |
| 父 *チャイナロック China Rock 1953 栃栗毛 イギリス | 父の父Rockefella 1941 黒鹿毛   | Rockfel            | Felstead             | Felstead             |
| 父 *チャイナロック China Rock 1953 栃栗毛 イギリス | 父の父Rockefella 1941 黒鹿毛   | Rockfel            | Rockliffe            |                      |
| 父 *チャイナロック China Rock 1953 栃栗毛 イギリス | 父の母May Wong 1934 栗毛       | Rustom Pasha       | Son-in-Law           | Son-in-Law           |
| 父 *チャイナロック China Rock 1953 栃栗毛 イギリス | 父の母May Wong 1934 栗毛       | Rustom Pasha       | Cos                  |                      |
| 父 *チャイナロック China Rock 1953 栃栗毛 イギリス | 父の母May Wong 1934 栗毛       | Wezzan             | Friar Marcus         | Friar Marcus         |
| 父 *チャイナロック China Rock 1953 栃栗毛 イギリス | 父の母May Wong 1934 栗毛       | Wezzan             | Woodsprite           |                      |
| 母 タカツナミ 1958 黒鹿毛 日本                     | 母の父ヤシママンナ 1950 黒鹿毛 | *プリメロ Primero  | Blandford            | Blandford            |
| 母 タカツナミ 1958 黒鹿毛 日本                     | 母の父ヤシママンナ 1950 黒鹿毛 | *プリメロ Primero  | Athasi               |                      |
| 母 タカツナミ 1958 黒鹿毛 日本                     | 母の父ヤシママンナ 1950 黒鹿毛 | 第参マンナ         | *シアンモアShian Mor | *シアンモアShian Mor |
| 母 タカツナミ 1958 黒鹿毛 日本                     | 母の父ヤシママンナ 1950 黒鹿毛 | 第参マンナ         | マンナ               |                      |
| 母 タカツナミ 1958 黒鹿毛 日本                     | 母の母*クニビキ 1951 黒鹿毛    | Nice Day           | Mid-Day Sun          | Mid-Day Sun          |
| 母 タカツナミ 1958 黒鹿毛 日本                     | 母の母*クニビキ 1951 黒鹿毛    | Nice Day           | Belle Adventure      |                      |
| 母 タカツナミ 1958 黒鹿毛 日本                     | 母の母*クニビキ 1951 黒鹿毛    | Starlet            | Actor                | Actor                |
| 母 タカツナミ 1958 黒鹿毛 日本                     | 母の母*クニビキ 1951 黒鹿毛    | Starlet            | Marevere             |                      |
| 母系(F-No.)                                        | 5号族(FN:5)                    | 5号族(FN:5)        | 5号族(FN:5)          | [ § 3 ]              |
| 5代内の近親交配                                    | なし                           | なし               | なし                 |                      |
| 出典                                               | 1. 2. 3.                       | 1. 2. 3.           | 1. 2. 3.             | 1. 2. 3.             |